# Tokko
Tokko (яп. 特公 Токко) — манга, написанная и проиллюстрированная Тору Фудзисавой. Всего было выпущено 3 тома в период с 25 февраля по 25 апреля 2004 года. Позже на основе сюжета манги студиями AIC Spirits и Group Tac был выпущен аниме-сериал Tokko: Devil's Awaken, состоящий из 13 серий. Он впервые транслировался по японскому телеканалу WOWOW с 15 апреля по 29 июля 2006 года. Сериал был лицензирован на территории США компанией Manga Entertainment.

## Предыстория
В эпоху средневековья дворяне попросили 12 алхимиков создать куб, который обладает силой, способной захватить весь мир. Однако после создания Куба Дерге из 108 частей был открыт портал в другой мир — мир демонов. Так 108 демонов вырвались в человеческий мир, раскололи коробку на мелкие кусочки и поглотили их. Усилиями этих 12-ти алхимиков нашествие демонов было остановлено, куб закрыт и каждый его кусочек рассеян по миру. История повторяется в наши дни. Кто-то вновь собрал Куб Дерге и открыл дорогу демонам в наш мир. Героям аниме сериала нужно снова закрыть портал, собрав все кусочки воедино, иначе демоны окончательно уничтожат всех людей на Земле.

## Сюжет
Молодой парень по имени Раммару Синдо живёт вместе со своей младшей сестрой. Они переехали из района Матида (расположенного в западной части Токийского метрополиса) спустя 5 лет после убийства родителей в их квартире. В тот день неизвестные напали на здание и убили практически всех, кто находился внутри. На самом деле кто-то открыл портал в мир демонов в этом здании, и когда демоны вышли в мир людей, то убили первых попавшихся. После этого Раммару снился странный сон, в котором он видит девушку, испачканную кровью и держащую огромный меч. Позже парень начинает всё чаще и яснее видеть этот сон. 
Раммару заканчивает кадетский класс, чтобы вступить в дивизионные войска и отомстить за смерть своих родителей. Позже в день окончания учёбы Раммару видит девушку из своих снов. Она носит полицейскую форму и является членом группы Секции 2, которая занимается публичной разведкой и безопасностью. Также ходят слухи, что её члены этого подразделения являются Токко, которые способны огромными мечами разрубить противника напополам или даже на мелкие кусочки. Также некоторые утверждают, что они не люди.
Все члены 2 раздела носят особые татуировки на теле, кроме Ибуки, который является простым человеком. Практически все члены раздела имеют симбиотов, существующих в форме татуировок-фантомов. Она даёт человеку огромную силу, способную убивать демонов. Не все Токко являются членами 2 раздела. Некоторые бывают добрыми и злыми, так как носитель порой становится одержим своим симбиотом. Раздел 2 выслеживает и уничтожает демонов, чтобы найти все 108 частей и закрыть портал в другой мир, прежде чем весь мир людей будет захвачен демонами.

## Список персонажей
- Раммару Синдо (яп. 申道 蘭丸)

Сейю: Кэнъити Судзумура
Главный герой сериала. 5 лет назад его родителей убили демоны, проникшие в наш мир через портал. С тех пор Раммару мечтает отомстить им. Для этого он присоединяется ко 2 отделению в Токио, чтобы помочь его членам бороться с нарастающей агрессией демонов и уничтожать их. Позже получил татуировку-фантом и сам стал симбиотом. После трагедии с родителями Раммару и Сая стали ещё ближе друг к другу.
- Сакура Рокудзё (яп. 六条 さくら)

Сейю: Фумико Орикаса
Одна из оставшихся в живых после резни в здании Матида. Работает во 2 отделе и владеет огромным мечом. Позже она была вынуждена столкнуться со своим братом, который, как и Сакура, получил духа-симбиота, но не выдержал и стал одержимым. В заключительной серии Раммару закалывает её своим мечом (и целует её), чтобы получить осколок. Однако Сакура не умирает и после комы при пробуждении слышит злой смех.
- Сая Синдо (яп. 申道 沙也)

Сейю: Акэми Канда
Младшая сестра Раммару. Она присоединилась к полиции в качестве патрульного офицера. Позже она помогает Раммару в поимке и уничтожении демонов. В отличие от него, не страдает пост-травматическим стрессовым расстройством после смерти родителей и предпочитает просто не вспоминать об этом. Как и брат, получает татуировку с фантомом. Очень волнуется за брата и заботится о нём.
- Судзука Курэха (яп. 鈴鹿 紅葉)

Сейю: Кана Уэда
Молодая девушка-вундеркинд, которая присоединилась ко 2 отделу в 18 лет и сразу получила звание лейтенанта. Её татуировка-симбиот находится на правом плече. Судзука владеет двумя кинжалами с выдвижными лезвиями. Носит штаны и черную кожаную куртку. Любит флиртовать с Раммару и дразнить его. Её родители и младший брат были убиты демонами.
- Инукай Такэру (яп. 犬飼 武流)

Сейю: Сусуму Акаги
Один из первых мужчин, который стал Токко после того, как демоны похитили его сестру. Он был мастером боевых искусств до поступления в полицию. Инукай обычно одевается в тёмную одежду. Бо́льшую часть времени молчит. Позже его убивает одержимый брат Сакуры.
- Рёко Ибуки (яп. 伊吹 涼子)

Сейю: Рио Нацуки
Командующий офицер отдела Токко в звании майора. Она отвечает за все операции Токко в Токио. Предпочитает пользоваться огнестрельным оружием.
- Каору Куникида (яп. 國樹田 薫)

Сейю: Ватару Такаги
Начальник 2 отдела. Ненавидит подразделение Токко, особенно после того, как они убили его офицеров. Однако Каору осознаёт, что их существование крайне важно для борьбы с демонами. У него есть дочь по имени Руру. У Каору стереотипное поведения японского якудзы.
- Итиро Ханадзоно

Сейю: Тадаси Муто
Лучший друг Раммару, с которым они вместе учились. Итиро часто называет Раммару извращенцем и намекает на отношения с Саей. На самом деле Ханадзоно сам влюблён в Саю и злится, когда Раммару оказывается рядом с очередной привлекательной девушкой, так как считал Раммару неудачником в любовных отношениях. Именно Ханадзоно распустил слухи о том, что Раммару якобы встречается в Токко[уточнить], в том числе и Юкино из криминальной лаборатории.
- Юкино Сирайси

Сейю: Ая Эндо
«Красотка из криминальной лаборатории» как её часто называют коллеги Раммару. Её родители погибли ещё до катастрофы в Масиде, когда стали одержимы своими исследованиями. Два раза встречалась с Раммару вслепую. Во второй раз подверглась нападению со стороны своего отца, который превратился в полудемона.